# Manfred Weylandt

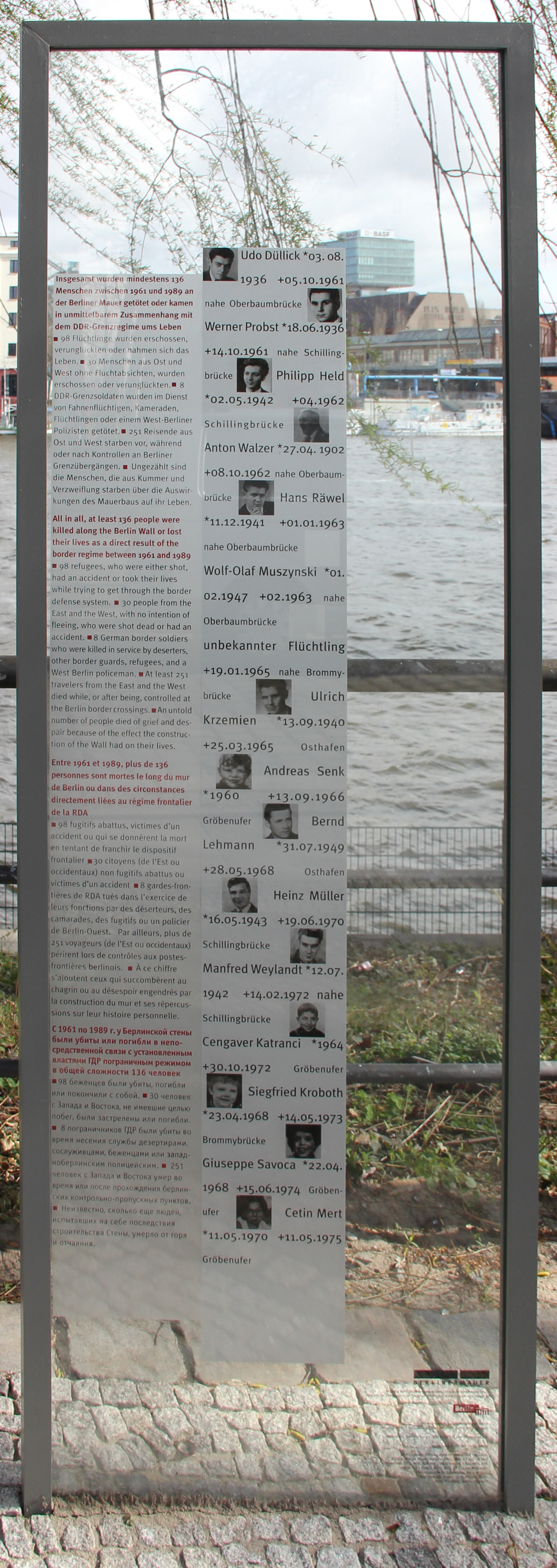
Gedenktafel am May-Ayim-Ufer, in Berlin-Kreuzberg

Manfred Weylandt (* 12. Juli 1942 in Berlin; † 14. Februar 1972 ebenda) war ein deutscher Arbeiter. Er wurde ein Todesopfer an der Berliner Mauer. Angehörige der Grenztruppen der DDR erschossen ihn bei einem Fluchtversuch aus der DDR.

## Leben
Mit zwei Schwestern wuchs Manfred Weylandt bei seiner Mutter in Berlin auf. Er verließ die Schule nach der siebten Klasse und nahm Tätigkeiten als Hilfsarbeiter an. Mehrfach geriet er mit dem Gesetz in Konflikt und saß Gefängnisstrafen ab. Nach seiner zweiten Hochzeit 1970 arbeitete er in einem Filter- und Vergaserwerk neben dem Ostbahnhof. Parallel besuchte er einen Lehrgang zum Kesselwärter. Im Dezember 1971 stand er wegen Diebstahls erneut vor Gericht und wurde zu einer Freiheitsstrafe von zwei Jahren verurteilt. In Erwartung des Haftantritts begann er, Alkohol und Tabletten zu konsumieren.
In einem Brief bekam er am 13. Februar 1972 mitgeteilt, dass er sich zum Haftantritt am 1. März 1972 zum Gefängnis Rummelsburg zu begeben habe. Mit seiner Ehefrau hatte er öfter über die Flucht nach West-Berlin gesprochen. Nach einem Streit um Geld verließ er am Abend des 14. Februars die Wohnung und begab sich in eine Gaststätte in Berlin-Friedrichshain. Alkoholisiert fuhr er gegen 22:30 Uhr mit dem Fahrrad zu seiner Arbeitsstelle. Über ein Dach gelangte er in den Grenzbereich, durchquerte die Hundelaufzone, ohne Alarm auszulösen, und ging durch den Grenzstreifen bis zur Ufermauer der Spree. Er ging ins Wasser und schwamm Richtung West-Berlin. Als er in der Mitte des Flusses war, wurde er von zwei Grenzsoldaten entdeckt, die ihn erst anriefen und dann das Feuer eröffneten. Eine Kugel traf ihn am Hinterkopf. Er ertrank in der Spree. Ein Taucher fand seinen Leichnam am nächsten Nachmittag in der Nähe der Schillingbrücke. Zum Abtransport befestigten die Grenzsoldaten die Leiche an der Unterseite eines Bootes, um sie vor Blicken aus West-Berlin zu verbergen.
Seiner Witwe wurde erst Mitte März 1972 mitgeteilt, dass die Leiche ihres Mannes in der Nähe der Museumsinsel in Berlin-Mitte aus der Spree geborgen und auf Staatskosten eingeäschert worden sei.
Die beteiligten Grenzsoldaten bekamen das „Leistungsabzeichen der Grenztruppen der DDR“ verliehen. Nach der deutschen Wiedervereinigung mussten sie sich in einem Mauerschützenprozess vor dem Landgericht Berlin verantworten. Beide bekamen Freiheitsstrafen von 22 Monaten zur Bewährung wegen gemeinschaftlich begangenen Totschlags.